# Трофимов, Владимир Георгиевич
Владимир Григорьевич Трофимов (2 ноября 1909, Москва, Российская империя — 29 мая 1984, там же, СССР) — советский журналист, инженер, корреспондент, москвовед, редактор и репортёр, а также почётный гражданин Варшавы.

## Биография
Родился 2 ноября 1909 года в Москве в семье, которая принадлежала к старинному дворянскому роду Трофимовых. Отец — дипломат Георгий Владимирович. В 1926 году окончил московскую школу № 110, которая впоследствии была перепрофилирована в музыкальное училище. Вскоре поступил в Московский электромашиностроительный институт и после его окончания устроился на работу в Московский метрополитен имени Кагановича в качестве старшего инженера. Вскоре он был переведён в Московский троллейбусный трест.
В годы Великой Отечественной войны Владимир Григорьевич был направлен в командировку в Куйбышев. Он должен был доставить туда железнодорожные платформы с троллейбусами, в которых находились эвакуированные из Москвы женщины, дети и старики. 10 мая 1945 года он был командирован в Варшаву, с целью помощи полякам в восстановлении троллейбусного хозяйства. Спустя несколько месяцев после этого усилиями Владимира Григорьевича первый троллейбус пошёл по Варшаве. Ему присвоили звание почётного гражданина Варшавы (отменено в 1992) и он был награждён знаком «Золотая сирена» (изображение сирены является древним символом Варшавы). Дружеские связи с Польшей он поддерживал вплоть до своей смерти.
После возвращения из Варшавы в Москву решил стать журналистом и работал в крупнейших газетах и журналах — «Вечерняя Москва», «Московский строитель» и т.п.
В 1949 году его отец Георгий Владимирович попал под репрессии и его необоснованно арестовали. После этого В. Г. Трофимова, как «сына врага народа», изгнали из журналистики. Эти годы были самыми трудными и голодными для него и его семьи.
В 1957 году его отца реабилитировали, и сына вновь пригласили в журналистику в новую газету «Советская Россия», куда он публиковал вопросы строительства, промышленности и коммунального хозяйства. Побывал в качестве корреспондента и репортёра на многих стройках Москвы и на строительстве высотных зданий. Являлся главным редактором журнала «Жилищное строительство». После выхода на пенсию он остался в журнале в качестве общественного корреспондента и вёл постоянные рубрики «На стройках столицы» и «Хроника олимпийских строек».
Перенёс два инфаркта миокарда, но несмотря на это продолжал прогулки по Москве в качестве москвоведа. Основал и являлся главным редактором устного журнала «Жизнь и творчество», также был внештатным корреспондентом газет «Вечерняя Москва», «Московская правда» и журнала «Огонёк» и работал вплоть до смерти. Являлся автором путеводителя «Москва», издававшегося три раза.
Скончался 29 мая 1984 года в Москве от третьего обширного инфаркта миокарда. Похоронен на 129-м участке Митинского кладбища.

## Путеводители по Москве
- Трофимов В. Г. Москва: Путеводитель по районам. — М.: Московский рабочий, 1972. — 400 с.
- Трофимов В. Г. Москва: Путеводитель по районам. — 2-е изд., доп. — М.: Московский рабочий, 1976. — 456 с.
- Трофимов В. Г. Москва: Путеводитель по районам. — 3-е изд., перераб. и доп. — М.: Московский рабочий, 1981. — 464 с.